# خوسيه إنريكي دياز
خوسيه إنريكي دياز (بالإسبانية: José Enrique Díaz)‏ هو لاعب كرة قدم ومدرب كرة قدم إسباني، ولد في 7 أبريل 1953 في إشبيلية في إسبانيا. لعب مع نادي غرناطة.